# Péninsule de Staritsky
La péninsule de Staritsky (en russe : Полуостров Старицкого, Polouostrov Staritskogo) est une péninsule russe de l'oblast de Magadan qui se situe au sud de la capitale de ce sujet, la ville de Magadan. Elle est baignée par la mer d'Okhotsk et plus précisément par le golfe du Taouï avec plusieurs petites baies autour de la péninsule, dont celles de Nagaïev et de Gertner. Elle a été nommée d'après Constantin Stepanovitch Staritsky, un hydrographe russe.

## Géographie
La péninsule de Startitsky est l'une des nombreuses péninsules du littoral sur la mer d'Okhotsk de l'oblast de Magadan. Elle se situe sur la partie occidentale de la côte, au sein du golfe de Taouï. Elle est reliée au continent par un isthme sur lequel se situe la ville de Magadan. Certains quartiers de la ville se situe sur la péninsule ; Martchekan d'un côté (baie de Nagaïev) et Prigorodny et Vesselaya d'autre part (baie de Gertner).
La péninsule est entourée au nord-ouest par la baie de Nagaïev et au sud-ouest par la baie Svetlaïa (ru). Entre ces deux baies se trouve le cap Tchikirov (ru), qui forme l'extrémité occidentale de la péninsule. La franche sud de la péninsule est assez droite, et avec des falaises comme la plupart de la péninsule. La partie orientale commence avec la petite baie Batareïanaïa (ru), puis le cap Vostotchny, la petite baie Vesselaïa (ru), le cap Krasni et enfin la baie de Gertner.
Il y a deux crêtes parallèles sur la péninsule, qui courent d'ouest en est. Le plus haut sommet est le mont Martchekan, sur la crête nord, avec ses 705 mètres. Cette crête possède aussi le Kameny Venets (littéralement : Couronne de pierre) haut de 307 mètres.

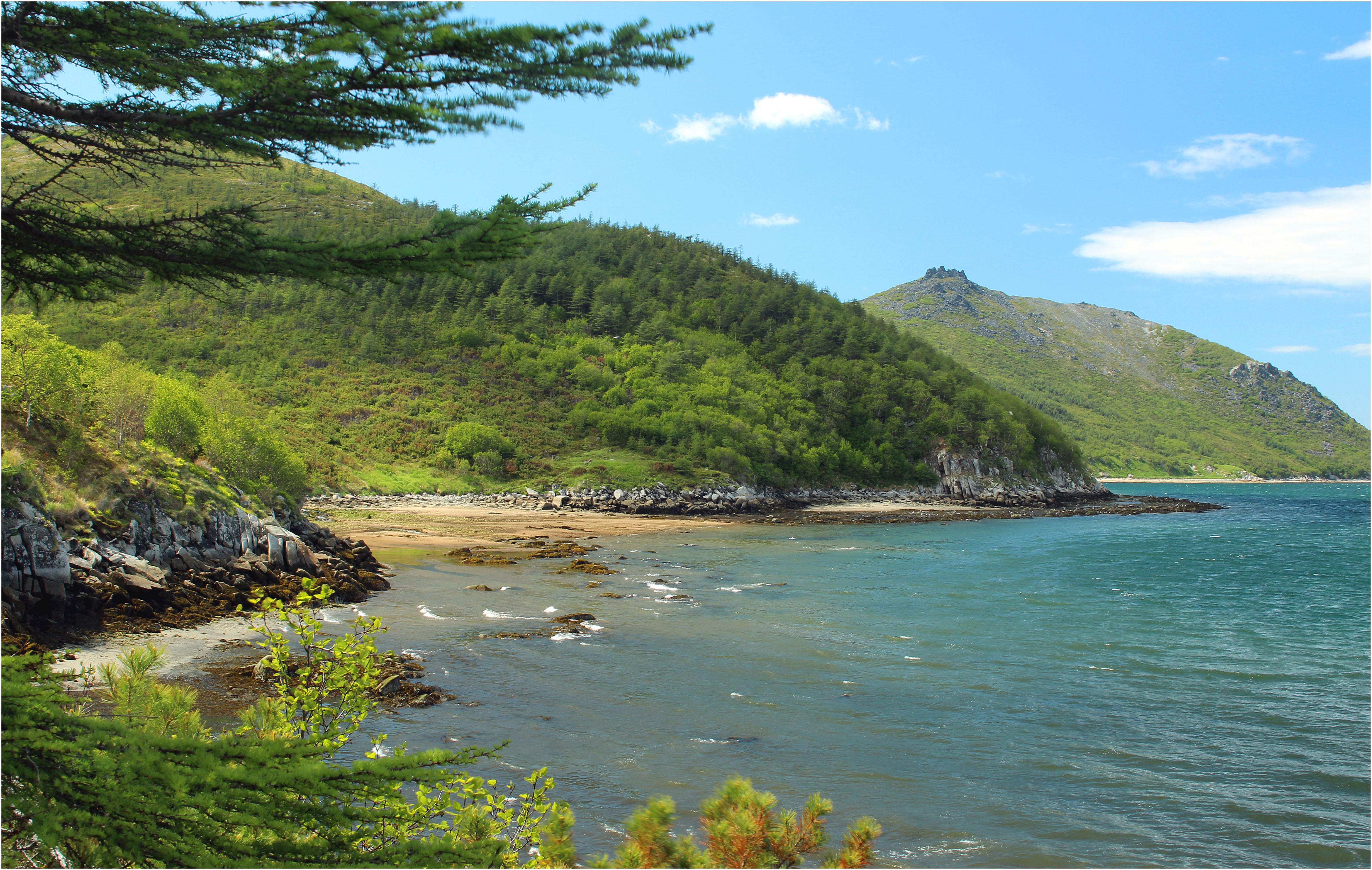
Le Kameny Venets depuis la côte sur la baie de Nagaïev.

## Histoire
La baie est nommée d'après Constantin Staritsky , qui a cartographié entre 1864 et 1870 les côtes russe du Pacifique et de la mer d'Okhotsk.

## Faune et flore
La péninsule est couverte de pins nains de Sibérie.  Il y a aussi des mélèzes de Sibérie, des bouleaux de pierre (ru) et des aulnes.